# Stéphane Boucher
Pour les articles homonymes, voir Boucher.
Stéphane Boucher est un acteur français né en 1958.
Il est surtout connu pour avoir tenu le rôle de Gérard Moreau dans La Vie devant nous.

## Filmographie

### Cinéma
- 1984 : Notre histoire de Bertrand Blier
- 1986 : Les Fugitifs de Francis Veber : un policier
- 1989 : Pentimento de Tonie Marshall : policier
- 1989 : Tolérance de Pierre-Henri Salfati : Belloy
- 1991 : L'Opération Corned-Beef de Jean-Marie Poiré : René
- 1991 : Merci la vie de Bertrand Blier : un journaliste
- 1991 : Les Clés du paradis de Philippe de Broca
- 1991 : Night on Earth de Jim Jarmusch
- 1991 : Sushi Sushi de Laurent Perrin
- 1991 : Un cœur qui bat de François Dupeyron : Mason
- 1993 : Les Ténors de Francis De Gueltz : L'inspecteur
- 1994 : Jeanne la Pucelle de Jacques Rivette : La Hire
- 1995 : Le Hussard sur le toit de Jean-Paul Rappeneau
- 1995 : Ainsi soient-elles de Patrick Alessandrin et Lisa Alessandrin
- 1995 : Zadoc et le Bonheur de Pierre-Henri Salfati
- 1996 : Sortez des rangs de Jean-Denis Robert
- 1997 : Marquise de Véra Belmont : Louis Béjart
- 1998 : Le Poulpe de Guillaume Nicloux : chauffeur de taxi
- 1999 : Trafic d'influence de Dominique Farrugia : le pompiste
- 2001 : Yamakasi de Ariel Zeitoun : le parano
- 2002 : Peau d'Ange de Vincent Perez : docteur Artaud
- 2002 : C'est le bouquet ! de Jeanne Labrune : le deuxième postulant
- 2003 : Le Pharmacien de garde de Jean Veber : le commandant Carpeau
- 2003 : Tais-toi ! de Francis Veber : le gardien chef
- 2003 : Chouchou de Merzak Allouache : l'inspecteur Grégoire
- 2003 : En territoire indien de Lionel Epp : le père de Cédric
- 2005 : Voici venu le temps d'Alain Guiraudie : Manganala Rivonne
- 2006 : La Panthère rose de Shawn Levy : agent de sécurité
- 2007 : Sans état d'âme de Vincenzo Marano : Invité dîner
- 2009 : Imogène McCarthery de Alexandre Charlot et Franck Magnier : Client bar
- 2020 : French Exit d'Azazel Jacobs : L'homme dans la rue
- 2021 : Eiffel de Martin Bourboulon : Pauwels
- 2021 : Boîte noire de Yann Gozlan : L'homme au chien
- 2022 : L'Étau de Munich de Christian Schwochow : Daladier
- 2023 : Bernadette de Léa Domenach : le médecin du Val-de-Grâce
- 2023 : Une affaire d'honneur de Vincent Perez : l'organisateur
- 2024 : Loups-Garous de François Uzan : le mari de la suspecte

### Télévision

#### Téléfilms
- 1987 : Bonne chance monsieur Pic! de Maurice Failevic : L'ouvrier
- 1989 : The Saint: The Big Bang de Paolo Barzman : Raymond
- 1992 : Pleure pas ma belle de Michel Andrieu : Le Docteur
- 1995 : La Rivière Espérance de Josée Dayan : second maître du Duguay-Trouin
- 1997 : L'amour à l'ombre de Philippe Venault : Kampf
- 1998 : Le Comte de Monte-Cristo , mini-série de Josée Dayan : Capitaine Jeune Amelie
- 1998 : Le horsain de Philippe Venault : Le boulanger
- 2000 : Le piège de Christian François : L'agresseur
- 2002 : La ligne noire de Jean-Teddy Filippe : Professeur massard
- 2003 : Jean Moulin, une affaire française de Pierre Aknine : Pierre Decote
- 2004 : Vous êtes de la région? de Lionel Epp : Beuvin
- 2005 : Le Grand Charles de Bernard Stora : Maurice Thorez
- 2005 : L'Empire du Tigre de Gérard Marx : Vincent
- 2005 : Cyrano de Ménilmontant de Marc Angelo : Joyeux
- 2005 : D'Artagnan et les Trois Mousquetaires de Pierre Aknine : Morgan
- 2007 : Le Ciel sur la tête de Régis Musset : Pascal
- 2008 : Les Enfants d'Orion de Philippe Venault : Collard
- 2008 : La vie à une de Frédéric Auburtin : Le DRH
- 2014 : Les tourtereaux divorcent de Vincenzo Marano : Bernard Chapuis
- 2014 : Rosemary's Baby d'Agnieszka Holland : chef
- 2016 : L'Inconnu de Brocéliande de Vincent Giovanni : Commandant Morlet
- 2017 : À la dérive de Philippe Venault : Martin

#### Séries télévisées
- 1991 : Navarro, épisode Comme des frères : Duvernois
- 1993 : Julie Lescaut, épisode Trafics : Camionneur
- 1995 : Maigret, épisode Maigret et la vente à la bougie de Pierre Granier-Deferre : Inspecteur Claudel
- 1996-1997 : Les Zèbres de Gilles Bannier et Stéphane Moszkowicz
- 1996 : Highlander, épisode The Immortal Cimoli : Edward Bellamy
- 1997 : Les Cordier, juge et flic, épisode Le crime d'à côté : Magnien
- 1998 : Nestor Burma, épisode Poupée russse : Roger Barbier
- 2001 : Joséphine ange gardien, épisode Romain et Jamila : Bruno
- 2000-2002 : La Vie devant nous : Gérard Moreau, le CPE
- 2002-2005 : Marc Eliot : Claude Saragosse
- 2004 : Famille d'accueil, épisode À 1000 mètres du bonheur : Victor
- 2004 : Commissaire Valence, épisode Viols sous influence : Guez
- 2004 : Blandine l'insoumise, épisode Une goutte d'eau dans la mer : Alex Prudhon
- 2006 : Anna Meyer, assistante de choc : capitaine Boudard
- 2006 : Navarro, épisode Blessures profondes : Gérard Domloup
- 2006 : Léa Parker, épisode Effet de serre : Van Doren
- 2006 : Boulevard du Palais, épisode Affaire classée : Xavier Deltran
- 2006 : Commissaire Valence, épisode Passeport diplomatique : Nicot
- 2007 : Diane, femme flic, épisode L'amour d'une mère : Capitaine Bedot
- 2007 : Joséphine ange gardien, épisode L'ange des casernes : Monsieur Garnier
- 2007 : Les Bleus, premiers pas dans la police, épisode Otages : José Barbier
- 2008 : Julie Lescaut, épisode Alerte enlèvement de Pierre Aknine : Vertoux
- 2009 : La vie est à nous : André
- 2009 : Section de recherches, épisode Ennemis intimes : Victor Bondy
- 2010 : Affaires étrangères, épisodes Cuba et République dominicaine : Nicolas Duval
- 2011 : L'Épervier de Stéphane Clavier : Loïc de Kermeur
- 2012 : Profilage, épisode Le plus beau jour de sa vie : Paul Santini
- 2013-2016 : Léo Matteï, Brigade des mineurs : Commissaire Divisionnaire Michel
- 2013 : Camping Paradis, épisode Camping Circus : Marius
- 2014 : Paris de Gilles Bannier : Général
- 2014 : Accusé, épisode L'histoire de Claire de Julien Despaux : le proviseur
- 2014 : Commissaire Magellan, épisode Reflets de cristal de François Guérin : M. Etienne
- 2015 : Chefs : Robert
- 2017 : Mongeville, épisode Meurtre à la une : Michel Priolet
- 2017 : Capitaine Marleau, épisode Le Jeune homme et la mort de Josée Dayan : Miguel
- 2018 : Meurtres en Cornouaille de Franck Mancuso : Père Anselme
- 2019 : Capitaine Marleau, épisode Quelques maux d'amour de Josée Dayan : Totoche
- 2020 : Les Copains d'abord de Denis Imbert : Pélissier
- 2020 : Tandem, épisode Village Abandonné : Georges Parmentier
- 2020 : Plus belle la vie : Commissaire Étienne Mazelle
- 2022 : La Guerre des trônes, la véritable histoire de l'Europe  (saison 6) : George II d'Angleterre
- 2023 : Tout pour Agnès de Vincent Garenq
- 2024 : Culte : Le président du CSA
- 2025 : Le Négociateur (saison 2, épisode 1 : Un enfant à tout prix) : Maurice Dulong

## Théâtre (sélection)
- 2005 : Richard III de Shakespeare, mise en scène Didier Long
- 2007 : Good canary de Zach Helm, mise en scène John Malkovich
- 2009 : Stéphane Boucher se vide la tête, Théâtre Fontaine
- 2010 : Toc Toc de Laurent Baffie, mise en scène Isabelle Rattier
- 2014 : Confiance! de Stéphane Boucher, mise en scène Dominique Champetier, Festival d'Avignon off
- 2016 : Toc Toc de Laurent Baffie, mise en scène Laurent Baffie, Le Palace (Paris)
- 2018 : Nuit d'ivresse de Josiane Balasko, mise en scène Nathalie Lecoultre,  Théâtre de la Michodière

## Doublage

### Cinéma
- 2022 : A Jazzman's Blues : M. Carney (Robert Stevens Wayne)

### Télévision

#### Téléfilm
- 2021 : Les derniers secrets d'Amy : voix additionnelles

#### Série télévisée
- 2019 : Kidnapping : Rolf Larsen (Anders W. Berthelsen)
- 2022 : The Essex Serpent : voix additionnelles (mini-série)
- 2022-2023 : From : Dale (Cliff Saunders) (6 épisodes)
- 2023 : Faux-semblants : voix additionnelles (mini-série)
- 2023 : Dom : voix additionnelles (saison 2)